# Lobovalgus lerui
Lobovalgus lerui är en skalbaggsart som beskrevs av Franz Antoine 2002. Lobovalgus lerui ingår i släktet Lobovalgus och familjen Cetoniidae. Inga underarter finns listade i Catalogue of Life.